# Zilia Valeïeva
Zilia Valeïeva (Oufa, 15 octobre 1952) est une femme politique russe. Elle a été notamment vice-Première ministre de la République du Tatarstan entre 2001 et 2012.